# (3069) Heyrovský
(3069) Heyrovský – planetoida z pasa głównego asteroid okrążająca Słońce w ciągu 3 lat i 223 dni w średniej odległości 2,35 j.a. Została odkryta 16 października 1982 roku w Obserwatorium Kleť w pobliżu Czeskich Budziejowic przez Zdeňkę Vávrovą. Nazwa planetoidy pochodzi od Jaroslava Heyrovskýego (1890-1967), czeskiego chemika, laureata nagrody Nobla. Przed nadaniem nazwy planetoida nosiła oznaczenie tymczasowe (3069) 1982 UG2.